# 松树村站
松树村站，位于中华人民共和国辽宁省铁岭市西丰县松树乡，是辽开铁路上的火车站，建于1925年，由沈阳铁路局管辖。

## 歷史
建于1925年。1946年拆除，1960年重建。

## 业务办理
不办理客运业务。货运办理整车货物到发。

## 外部連結
- 中国铁路客户服务中心（页面存档备份，存于）